# 中條美華
中條 美華（なかじょう みか、1981年11月22日 - ）は、日本のストリッパー（休業）、元AV女優。身長159cm、スリーサイズ84cm/60cm/86cm。血液型はO型。
趣味はネイル、アクセサリー収集、映画＆音楽＆舞台鑑賞。座右の銘「花には水を人には愛を」「笑う門には福来る」。好きな言葉は「LOVE&PEACE」。
- 好きなもの
  - 食べもの - くだもの（カットフルーツ）、 日田天領水、 オロナミンC、 アクティブダイエット、 あんにん豆腐、ビール
  - 花 - ゆり、ガーベラ、かすみ草、ヒマワリ
  - 色 - ピンク、水色、黄色
- 苦手なもの
  - 貝類、 きなこ、 虫

## 略歴
2001年10月25日Ｄカップ女子校生（アイオンコーポレーション）にてAVデビュー。
2003年2月21日大阪東洋ショー劇場でストリップデビュー。
2006年8月31日大阪東洋ショー劇場でストリップ休業。
2009年5月21日大阪東洋ショー劇場でストリップ復帰。
2014年9月20日大阪東洋ショー劇場で再度ストリップ休業。

## 出演作品
2005年
- おとなの宴会 乱交! ピンク★コンパニオン3 ～王様ゲーム・野球拳付き（コスプレ無料）～（2月17日、V&Rプロダクツ）
- 女優の協力を得て!同居人の痴態を撮っちゃいました（笑）（9月22日、ディープス）

2006年
- モエビ アナタとワタシのヒ・ミ・ツ（9月19日、キャンドゥ）
- 黒タイト美脚OL2*（10月13日、ビッグモーカル）

2007年
- TEN GAL’S RAPE3 脱がせて 股開かせて 棒突き刺す。（2月10日、ルミナス企画）オムニバス作品
- 真正中出しプリンセス 4 中條美華（2月11日、モブスターズ）
- ～初めての真正中出し5連射～ 中條美華（3月19日、みるきぃぷりん♪）
- エロエロ温泉 ヌカセの湯（4月25日、しのだ）
- 私は痴女 姦淫燃焼（5月18日、クリスタル映像）
- 女性営業マンのための正しいビジネスマナーQ＆A（6月7日、V&Rプロダクツ）
- 女体拷問折檻史 【第二巻】（8月25日、ベイビーエンターテイメント）
- MOB真正中出しスッペシャル4＆初収録!本物!現役ナース真正中出し2（9月29日、モブスターズ）
- Weekly 日替わり妻 5（10月12日、クリスタル映像）
- 女戦闘員悲話 壱（11月9日、GIGA）
- 女戦闘員悲話 弐（11月23日、GIGA）

2008年
- 寸止め 18（1月11日、クリスタル映像）
- 美人で巨乳な看護師が集うエロエロローションリハビリセンター（4月4日、Hunter）
- 美乳PREMIUM 4時間BEST（4月25日、ビッグモーカル）
- 女医の診察室 勃起不全治療全集（8月13日、FAプロ）
- ザ・筆おろし 44（9月26日、クリスタル映像）
- 憧れの先生は絶品ボディ!! 1（10月24日、クリスタル映像）

2009年
- 放尿痴女（1月1日、AVS）
- 教師＆女教師強制アクメ狩り!集団逆ハードセクハラ女子校生痴女!（1月19日、CROSS）
- ネオパンストフェティッシュVer.4 きれいなお姉さんの美華さんはノーパンパンストのエロ優しい家庭教師 中條美華（4月1日、AVS）
- 極選4時間 ザ・筆おろし 2（4月10日、クリスタル映像）
- どれい妻6 中條美華（5月1日、中嶋興業）
- 力ずくでいい女を犯す いばりくさった上司（女）/色っぽい弟の嫁/隣りに住む小生意気な女学生（5月25日、FAプロ）
- 絞め疵痕に螺旋が塞ぎ痙攣（6月1日、幻奇）
- ザ・しりこき 妻尻べったりこすりヌキ（6月5日、映天）
- 集団痴女総集編4時間（7月19日、CROSS）
- パンスト顔面騎乗手コキ（9月19日、CROSS）
- 家庭教師はガマンできない 36（11月6日、クリスタル映像）
- 特選聖水痴女BEST（11月13日、AVS）
- 美尻フェチくらぶ（11月20日、クリスタル映像）

2011年
- 「こんな騎乗位されたら堪らない…」 本当に味わってみたいグラインドディルドゥオナニー（1月25日、東京マニGUN'S）